# Galega
Galega of geitenverdriet (Galega officinalis) is een meerjarige, kruidachtige plant die behoort tot de vlinderbloemenfamilie (Leguminosae of Fabaceae) en de onderfamilie Papilionoideae. De soort komt van nature voor in het Midden-Oosten en is van daaruit verspreid naar Europa, West-Azië 
en West-Pakistan. Het aantal chromosomen is 2n = 16.

## Beschrijving
De plant wordt tot 100 cm hoog en heeft een sterk verdikte wortel. De stengel is hol. De afwisselend staande bladeren zijn oneven geveerd. De blaadjes zijn 9-17 mm lang en 3-9 mm breed.
De plant bloeit vanaf de zomer tot de herfst. De bloeiwijze is een gesteelde tros en heeft tot vijftig rozerode of witte, purper geaderde bloemen. De zygomorfe bloemen zijn 9-15 mm groot. Een bloem heeft negen vergroeide meeldraden en één vrijstaande. Het vruchtbeginsel is bovenstandig. De tot 3 cm lange peulen bevatten drie, vier of vijf bruine zaden.

## Gebruik
Galega werd op grote schaal geteeld als een voeder- en siergewas en als groenbemester. De plant bleek echter giftig voor dieren te zijn.
Door de ontdekking van galegine in de plant kwam men op het spoor van metformine.

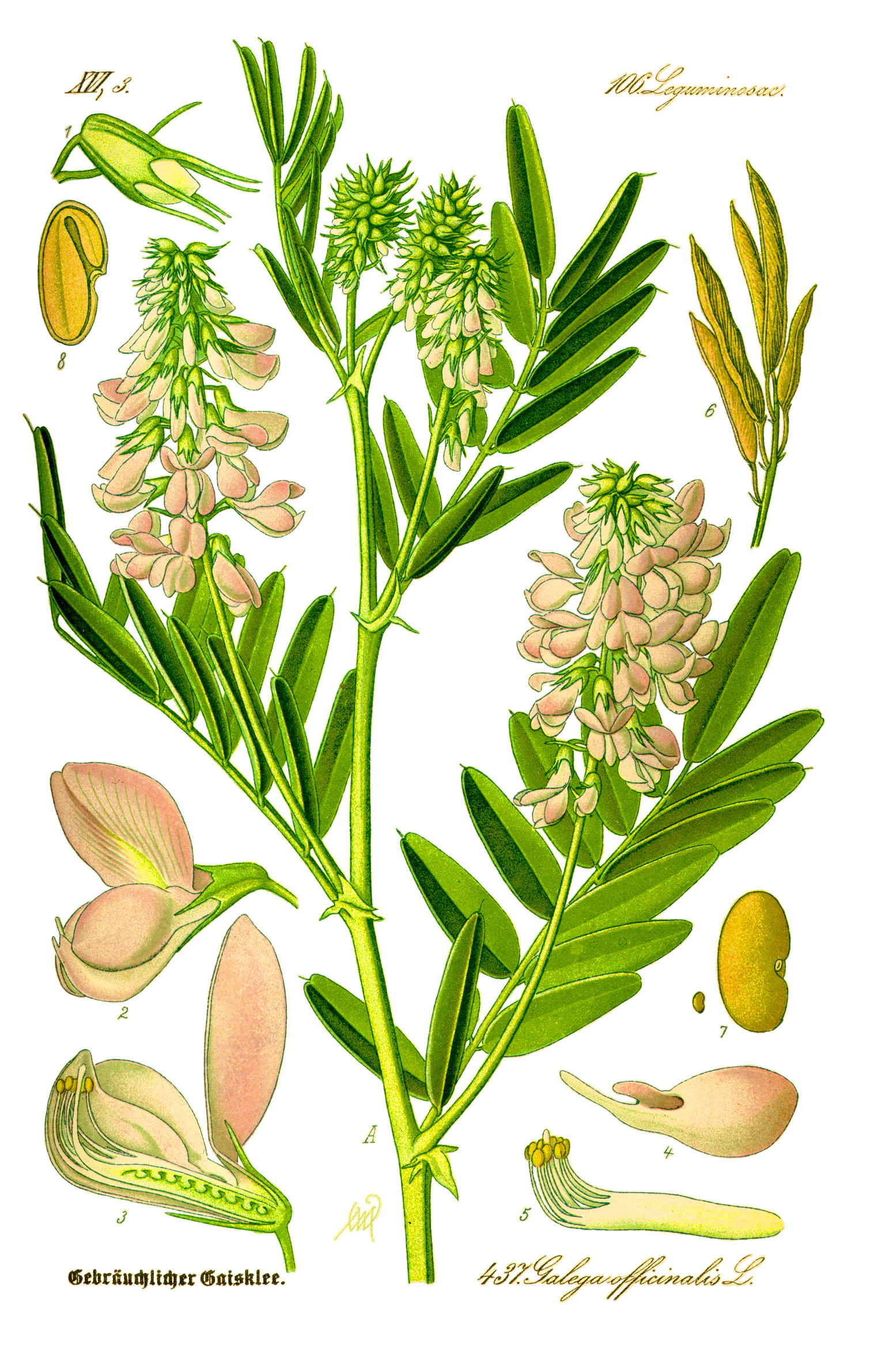
Galega officinalis - uit Thomé
Flora von Deutschland, Österreich und der Schweiz 1885